# Фахбах
Фахбах (нем. Fachbach) — община в Германии, в земле Рейнланд-Пфальц. 
Входит в состав района Рейн-Лан. Подчиняется управлению Бад Эмс.  Население составляет 1296 человек (на 31 декабря 2010 года). Занимает площадь 2,23 км².